# 고령 박씨 종중재실
고령 박씨 종중재실(高靈 朴氏 宗中齎室)은 대한민국 충청남도 천안시에 있는 사우이다. 1987년 12월 30일 대한민국의 충청남도 제289호로 지정되었다.

## 개요
조선 영조 때 공신이었던 어사 박문수의 집안인 고령 박씨 종중의 재실이다.
이 건물은 1932년에 세운 "ㄱ"자 형태의 규모인 안채와 'ㅡ'자 형태의 5칸 크기인 사랑채로 되어 있는데 안채의 대청이 재실로 이용된다. 이곳에는 1990년에 지은 박문수를 제향하는 충헌사와 1993년에 세운 충현공 박문수 유물관이 있다.
충헌사에는 보물 제1189호로 지정된 박문수 어사 영정이 있고, 유물전시관에는 고령 박씨 종가의 일괄 유물로 박문수의 교지를 비롯하여 수부정기, 연보, 교지, 관복, 마패, 전적류 등의 유품이 전시되어 있다.

## 같이 보기
- 고령 박씨

## 참고 문헌
- 《천안시사》, 천안시, 1997년
- 《충청남도지정문화재해설집》, 충청남도, 2001년

## 참고 자료
- 고령 박씨 종중재실 - 국가유산청 국가유산포털